# Ludmilla Assing

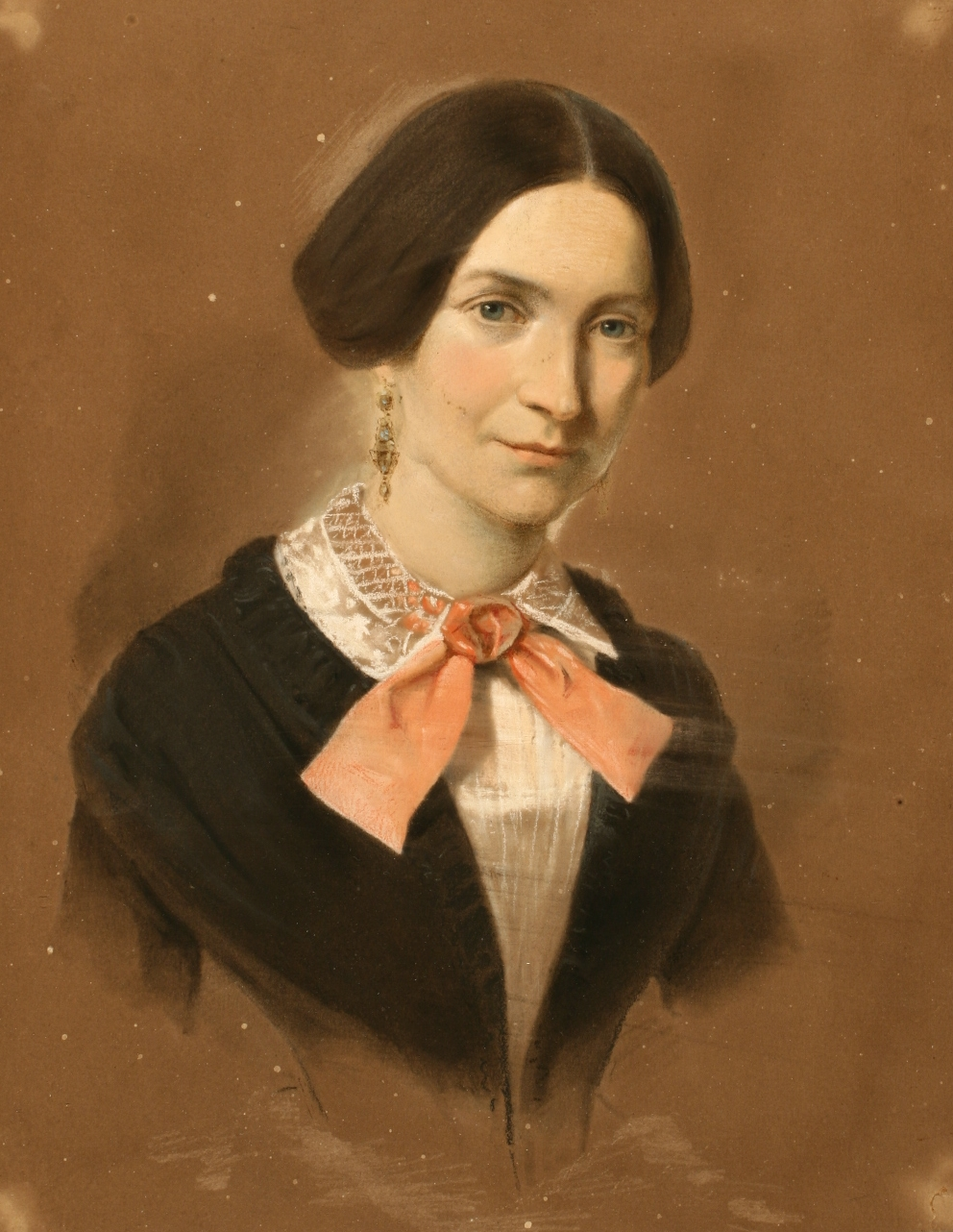
Ludmilla Assing, Selbstbildnis um 1850

Rosa Ludmilla Assing (* 22. Februar 1821 in Hamburg; † 25. März 1880 in Florenz, 1873/74 Assing-Grimelli) war eine deutsche Schriftstellerin, Biografin, Übersetzerin, Herausgeberin, Journalistin und Künstlerin. Sie schrieb auch unter den Pseudonymen Achim Lothar und Talora. Assing wirkte an den politischen Ereignissen ihrer Zeit publizistisch mit, so der Märzrevolution 1848 und dem italienischen Risorgimento. Assing vermachte ihren eigenen umfangreichen literarischen Nachlass und die heute so genannte Sammlung Varnhagen der Königlichen Bibliothek Berlin.

## Leben
Ludmilla Assing war die zweite Tochter der Schriftstellerin, Erzieherin und Scherenschnittkünstlerin Rosa Maria Varnhagen und des jüdischen Mediziners David Assur Assing, der aus Königsberg stammte. Sie wuchs in einem liberalen und musisch und geistig inspirierten Elternhaus auf. Ihre Mutter empfing unter anderen Heinrich Heine, Friedrich Hebbel, Karl Gutzkow und die Dichter des „Jungen Deutschland“ in ihrem Salon; ihre Töchter Ottilie und Ludmilla nahmen an politischen Diskussionen teil.
Nach dem Tod ihrer Eltern siedelten die Schwestern 1842 zu ihrem Onkel Karl August Varnhagen, dessen Frau Rahel Varnhagen 1833 verstorben war, nach Berlin über. Während Ottilie im Streit das Haus verließ und später in die USA auswanderte, blieb Ludmilla Assing bis zu Varnhagens Tod 1858 bei ihm und erbte den umfangreichen Nachlass (→ siehe Artikel Sammlung Varnhagen).

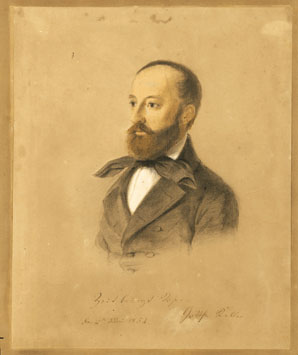
Gottfried Keller, gezeichnet 1854 von Ludmilla Assing

Schon vor 1848 verfasste Ludmilla Assing Feuilletons, später auch politische Berichte, so im Telegraph für Deutschland, später in der Deutschen Allgemeinen Zeitung, in Europa. Chronik der gebildeten Welt und den Jahreszeiten. Sie und ihr Onkel erlebten die Märzrevolution in Berlin. Ihre Augenzeugenberichte vom Barrikadenkampf erschienen im selben Jahr. Als begabte Zeichnerin schuf sie auch Pastellporträts von Varnhagens Besuchern, unter anderem ein Bildnis von Gottfried Keller, mit dem sie jahrelang in Briefwechsel stand. Zu ihren Freunden gehörten außerdem Ferdinand Lassalle, das Ehepaar Emma und Georg Herwegh, Hedwig Dohm sowie der Fürst Pückler.
Als sie im Frühjahr 1860 die skandalträchtigen Briefe Alexander von Humboldts und später die Tagebücher Varnhagens (14 Bde., 1862–1870) herausgab, wurde sie zugleich weltberühmt und steckbrieflich verfolgt. Otto von Bismarck ließ die Tagebuch-Bände, die das Jahr 1848 betrafen, beschlagnahmen und setzte den Verleger Brockhaus durch ein Zeitungsverbot unter Druck.
Assing setzte ihre Herausgeber- und Autorinnentätigkeit zunächst bei anderen Verlagen, später wieder bei Brockhaus fort. Sie lebte ab 1862 in Florenz. Im gleichen Jahr wurde sie in Abwesenheit zu acht Monaten Haft verurteilt. Am 11. März 1863 wurde das Urteil vom Berliner Stadtgericht in zweiter Instanz bestätigt. Da sie ihre Haftstrafe wegen „Verletzung der Ehrfurcht gegen Seine Majestät den König“ Friedrich Wilhelm IV. sowie Beleidigung der Königin Elisabeth und eines Polizeibeamten nicht angetreten hatte, wurde sie steckbrieflich gesucht.
In Italien schloss sie sich dem linken Flügel des Risorgimento an, schrieb zweisprachig für italienische und deutsche Zeitschriften und übersetzte aus dem Italienischen. Sie war 1863 mit dem Journalisten Andrea Gianelli liiert. Ihr gemeinsames Kind Carlo starb im Alter von drei Wochen. Zu Beginn des Jahres 1864 endete der zweite Prozess gegen sie, unter anderem wegen Majestätsbeleidigung und abermals in Abwesenheit, mit einer zweijährigen Gefängnisstrafe. Sie stand in Kontakt mit Michail Bakunin und übersetzte dessen Artikel. Sie publizierte in der Allgemeinen deutschen Arbeiter-Zeitung und in der von Giuseppe Mazzini gegründeten Il Popolo d’Italia.
Zwischen 1861 und 1874 gab sie einen Großteil der Briefwechsel ihrer Tante Rahel Varnhagen heraus. Sie veröffentlichte auch den literarischen Nachlass des Fürsten Pückler und 1873 dessen Biographie. Sie war Korrespondentin für die Neue Freie Presse und schrieb für die Wiener Abendpost und die Frankfurter Zeitung. Ihre anonym verfassten Korrespondenzen aus Italien bilden eine kleine Geschichte des Risorgimento. Assing unterhielt einen Salon, in dem etwa Angelo De Gubernatis und Giovanni Verga zu Gast waren. 1873 heiratete sie den 25 Jahre jüngeren Cino Grimelli, was in deutschen Zeitungen viel Aufsehen auslöste. Nach einigen Monaten erfolgte die Scheidung.

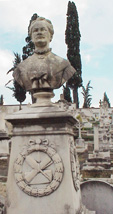
Grabbüste von Cesare Sighinolfi (1881), Friedhof an der Via Senese, Florenz

Als sie im März 1880 schwer erkrankte, sprach die Presse von einer psychischen Erkrankung infolge Überanstrengung, die eine Einweisung in die Irrenanstalt Manicomio di S. Bonifacio bei Florenz erforderlich gemacht habe, wo sie auch verstorben sei. Ludmilla Assing starb dort nach zweiwöchigem Aufenthalt an einer Hirnhautentzündung. Ihre Grabstätte befindet sich auf dem Cimitero Evangelico agli Allori, Via Senese in Florenz. Ihre Grabbüste wurde von Cesare Sighinolfi gestaltet.

## Nachlass

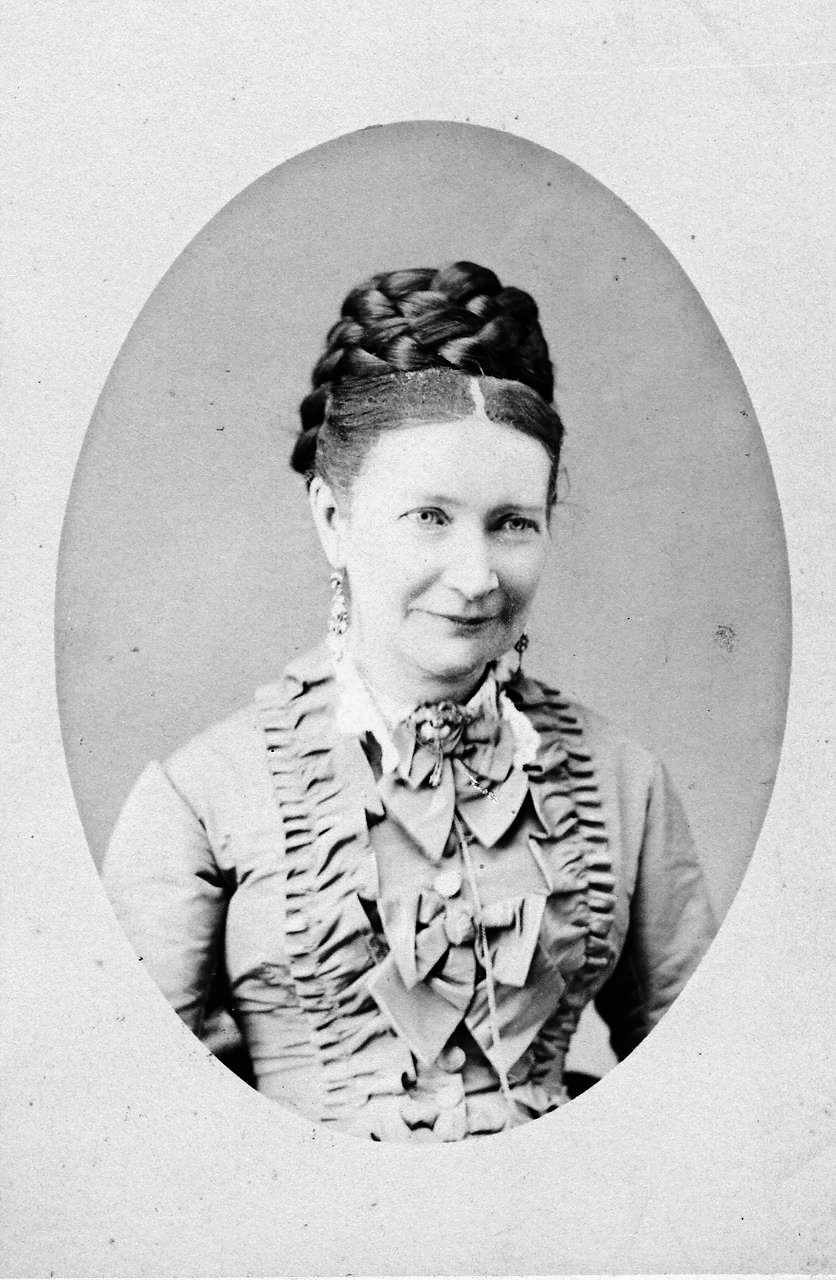
Porträt von Fratelli Alinari fotografiert

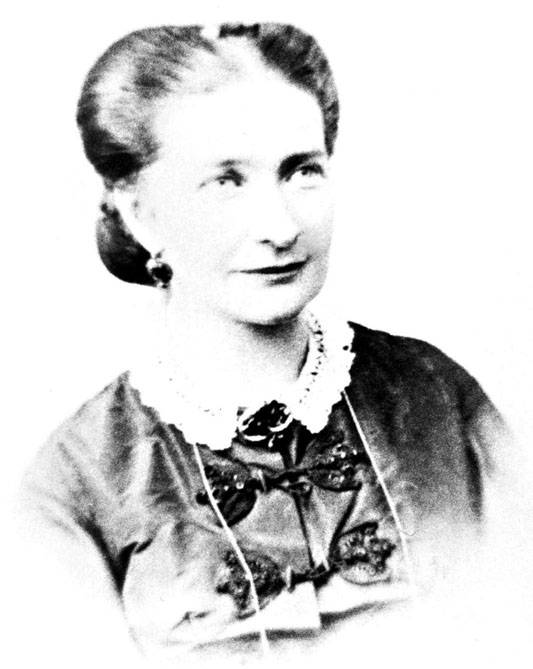
Ludmilla Assing um 1860, Daguerreotypie

Ludmilla Assing hatte ihren Nachlass der Königlichen Bibliothek zu Berlin (heutige Staatsbibliothek zu Berlin) vermacht. Er wurde – einschließlich zahlreicher Kunstwerke und wertvoller Bücher, der Autographensammlungen ihres Onkels sowie anderer literarischer Hinterlassenschaften (wie denen von Ludwig Robert, Hermann von Pückler-Muskau und Apollonius von Maltitz) – von ihrem Testamentsvollstrecker Salvatore Battaglia im Frühjahr 1881 dorthin überstellt. Er wird dort als Sammlung Varnhagen aufbewahrt. Nach kriegsbedingter Auslagerung zahlreicher Inkunabeln im Zweiten Weltkrieg wird der wertvollste Teil dieser Sammlung, Briefe von und an 9000 Personen umfassend, in der Biblioteka Jagiellońska aufbewahrt. In Deutschland wurde Assings publizistisches Werk und ihre Stiftung der Sammlung Varnhagen bisher kaum gewürdigt.
Aus ihrem Erbe wurde außerdem die Scuola Ludmilla Assing gegründet, die als Handelsschule nach demokratischen Grundsätzen geführt werden sollte (secondo i principii della vera democrazia). Sie ist bis ca. 1936 nachweisbar.

## Werke
- (Herausgeberin:) ca. 50 Bände Aus dem Nachlaß Varnhagen’s von Ense und Aus dem Nachlaß des Fürsten Pückler-Muskau.
- Gräfin Elisa von Ahlefeldt, die Gattin Adolphs von Lützow, die Freundin Karl Immermanns, Eine Biographie. Nebst Briefen von Karl Immermann, [Anton Wilhelm] Möller und Henriette Paalzow. Duncker, Berlin 1857. Digitalisat der ZLB Berlin 2013.
- Sophie von La Roche, die Freundin Wieland’s. Otto Janke, Berlin 1859.
- Briefe von Alexander von Humboldt an Varnhagen von Ense. Nebst Auszügen aus Varnhagen’s Tagebüchern und Briefen von Varnhagen und Andern an Humboldt. 1.–5. Aufl. F. A. Brockhaus, Leipzig 1860.
- (Übersetzung:) Piero Cironi: Die Kunst der Rebellen und Die nationale Presse in Italien. Zwei Schriften. Aus dem Italienischen übersetzt und mit einem Vor- und Nachwort. F. A. Brockhaus, Leipzig 1863.
- Vita Piero Cironi, Tipografia FF. Giachettio, Prato 1865.
  - deutsch: Piero Cironi, Ein Beitrag zur Geschichte der Revolution in Italien. Heinrich Matthes, Leipzig 1867.
- (Übersetzung:) Giuseppe Mazzini: Schriften. Aus dem Italienischen mit einem Vorwort. 2 Bände. Hoffmann und Campe, Hamburg 1868.
- Fürst Hermann von Pückler-Muskau. Eine Biographie. 2 Bände, Hoffmann und Campe, Hamburg 1873–1874. Neuausgabe 2004, Band 1 ISBN 3-487-12029-1; Band 2 ISBN 3-487-12030-5.
- Feuilletons und politische Berichte (z. T. anonym) für: Telegraph für Deutschland; Jahreszeiten. Zeitschrift für Literatur, Kunst und gesellschaftliche Unterhaltung; Europa. Chronik der gebildeten Welt; Allgemeine Zeitung; Deutsche Allgemeine Zeitung; Unterhaltungen am häuslichen Herd; Frankfurter Zeitung; Die Gartenlaube; Deutsche Blätter; Westermann’s Illustrirte Deutsche Monatshefte; Die Gegenwart; Neue Freie Presse; Wiener Abendpost; Il Dovere; L’Igea; Il Popolo d’Italia; Rivista europea; Lo Zenzero.